# Montacutona mutsuwanensis
Montacutona mutsuwanensis is een tweekleppigensoort uit de familie van de Lasaeidae. De wetenschappelijke naam van de soort is voor het eerst geldig gepubliceerd in 1959 door Yamamoto & Habe.